# 主客場制
主客场制是指在球類比赛中，两支球队會在双方的主场进行一次比赛，两场比赛的间隔通常为一星期，最后有双方的总进球数决定比赛的胜负。这种比赛多见于一些国际和国内的大型赛事等。设立主客场制的其原因是为了保证比赛的公平性。比较著名的采取主客场制的赛事如欧洲冠军联赛、欧霸盃的外圍賽及淘汰賽階段，以及世界盃外圍賽的附加賽等，不过大部份大型足球赛事的决赛却通常采取在第三方球场（中立球场）一场定胜负方式。
如果两支球队在两回合的比赛中打成了平手，通常有以下几种处理方式
- 作客入球優惠制
- 加時賽（包括金球制、银球制和加时赛等）
- 点球大战
- 重賽（早期）

## 另見
- 主場優勢